# Kōka (Shiga)
Kōka (甲賀市 Kōka-shi?) es una ciudad localizada en la prefectura de Shiga, Japón. En junio de 2019 tenía una población de 89.202 habitantes y una densidad de población de 185 personas por km². Su área total es de 481,62 km².

## Geografía

### Localidades circundantes
- Prefectura de Shiga
  - Ōtsu
  - Rittō
  - Konan
  - Higashiōmi
  - Ryūō
  - Hino
- Prefectura de Kioto
  - Wazuka
  - Minamiyamashiro
  - Ujitawara
- Prefectura de Mie
  - Yokkaichi
  - Suzuka
  - Kameyama
  - Iga
  - Komono

## Demografía
Según datos del censo japonés, la población de Kōka se ha mantenido estable en los últimos años.
| Año del censo | Población |
| ------------- | --------- |
| 1995          | 90.744    |
| 2000          | 92.484    |
| 2005          | 93.853    |
| 2010          | 92.704    |
| 2015          | 90.901    |